# U-Bahnhof Klinikum Nord
Der U-Bahnhof Klinikum Nord (Kurzbezeichnung des Betreibers: KN) ist ein Bahnhof der Nürnberger U-Bahn und wurde am 22. Mai 2017 eröffnet. Er ist 534 m vom U-Bahnhof Friedrich-Ebert-Platz und 713 m vom U-Bahnhof Nordwestring entfernt und wird von der Linie U3 bedient. Täglich wird er von rund 7.700 Fahrgästen genutzt (Mo–Fr, 2019). Der ähnlich benannte U-Bahnhof Fürth Klinikum ist nicht mit diesem Bahnhof zu verwechseln.

## Lage
Der Bahnhof liegt in einem dicht bebauten Wohngebiet im Nürnberger Stadtteil St. Johannis am Bielingplatz. Der Tunnel erstreckt sich in Ost-West-Ausrichtung unter der Heimerichstraße zwischen der Hallerstraße und der Prof.-Ernst-Nathan-Straße. Am westlichen Bahnsteigende befindet sich ein Aufzug zur Oberfläche.

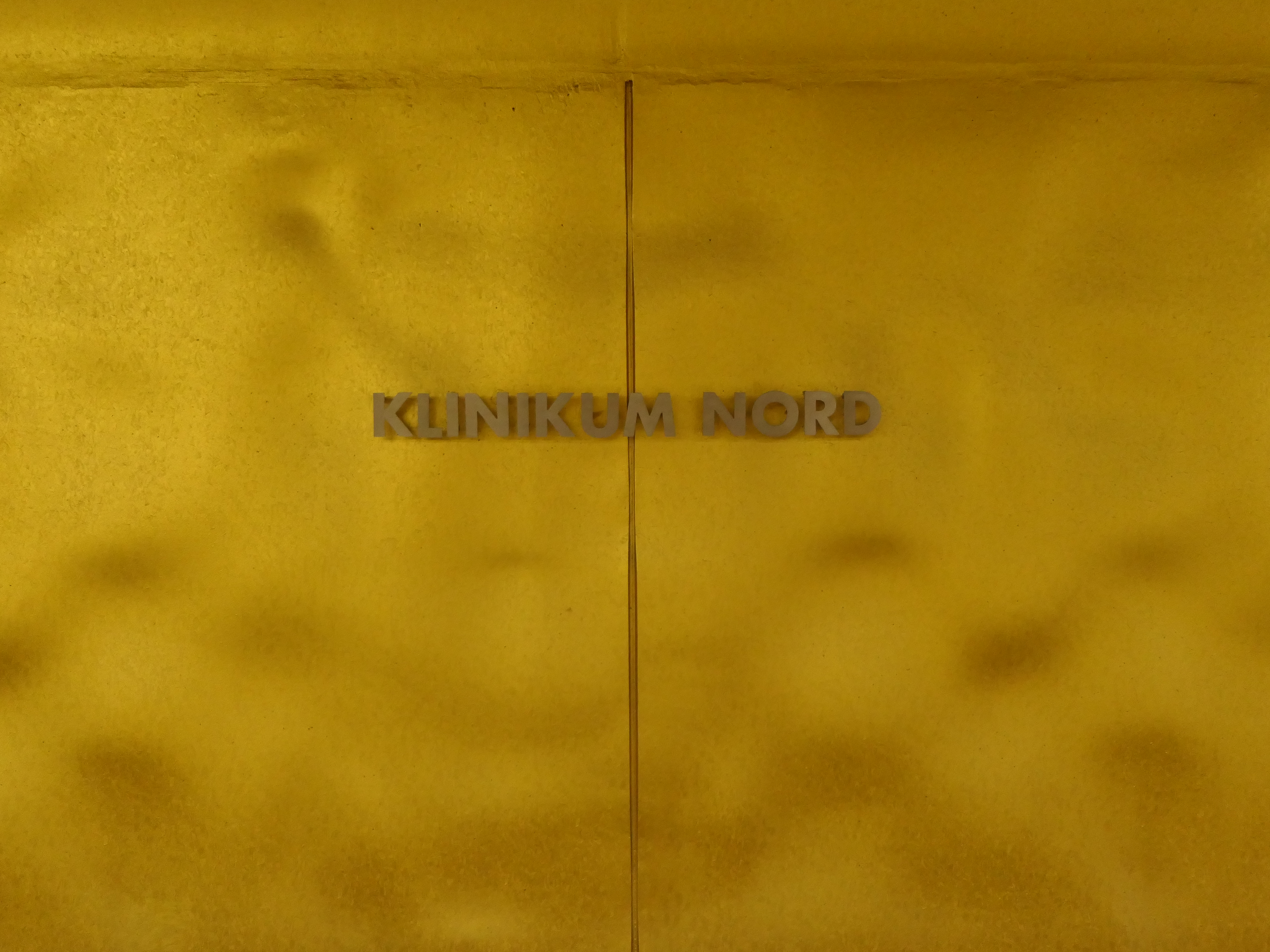
Stationsname an den Bahnsteigwänden
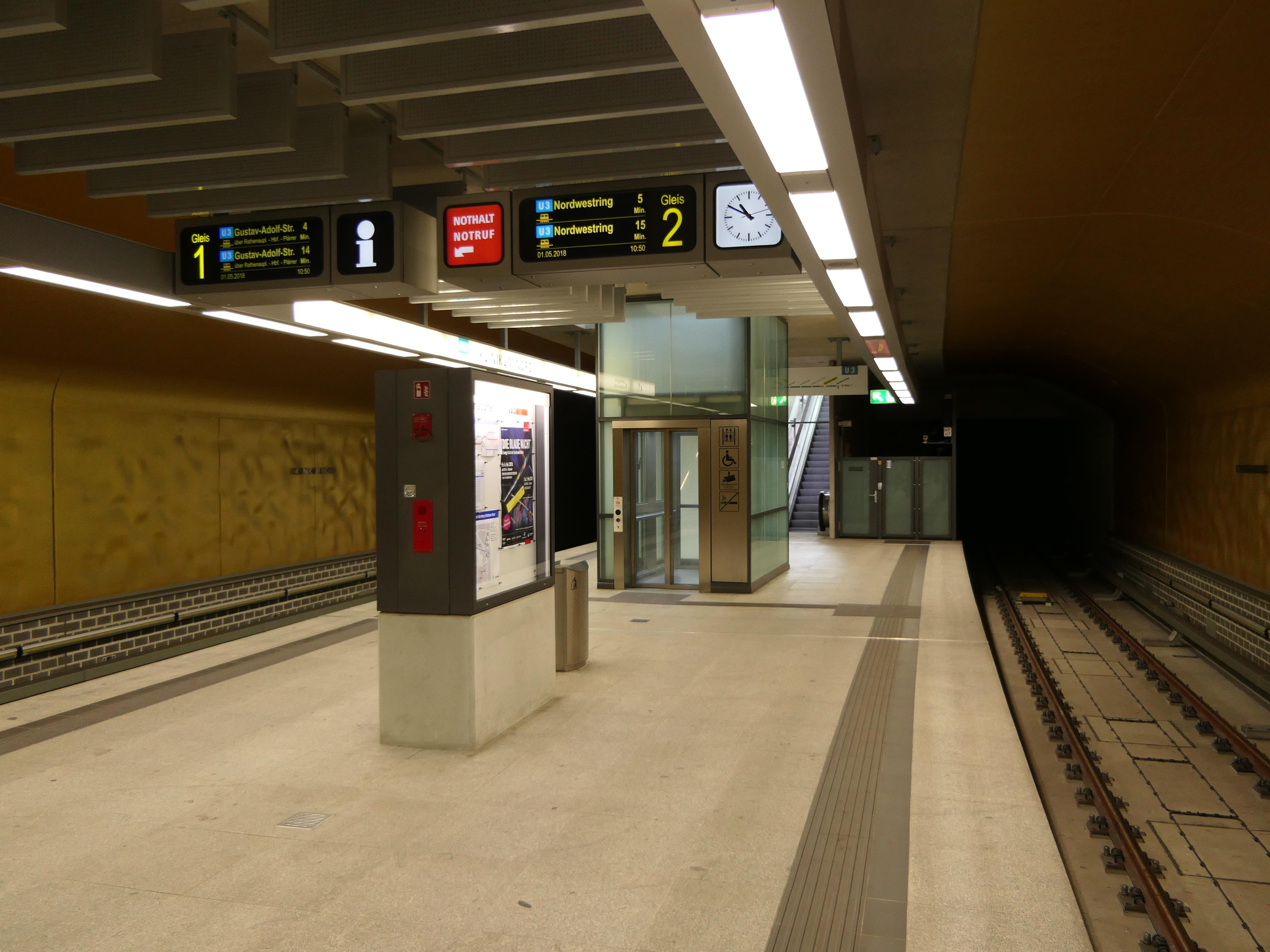
Fahrgastinformation und Aufzug am Bahnsteig
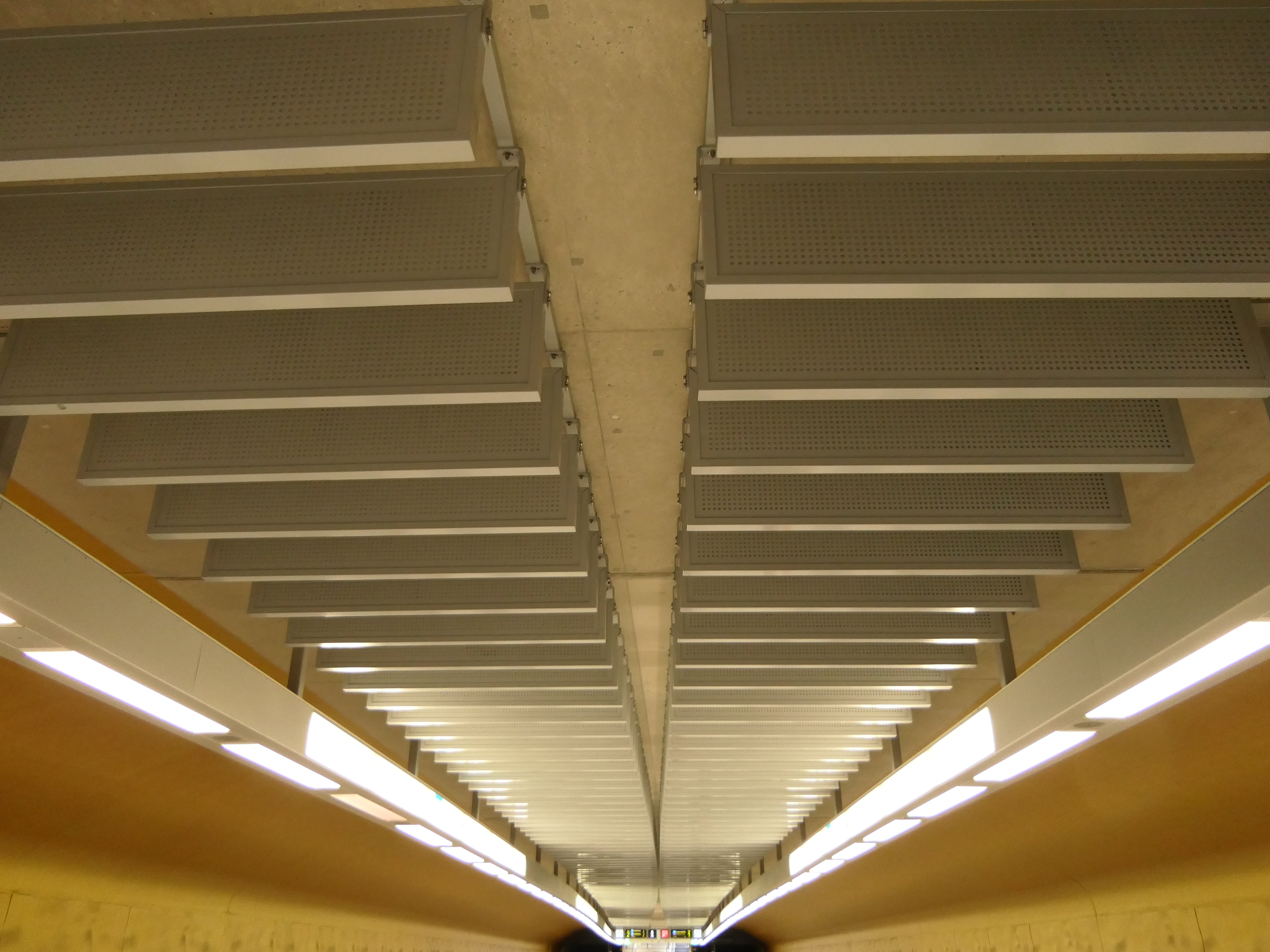
Detailansicht der Deckenkonstruktion
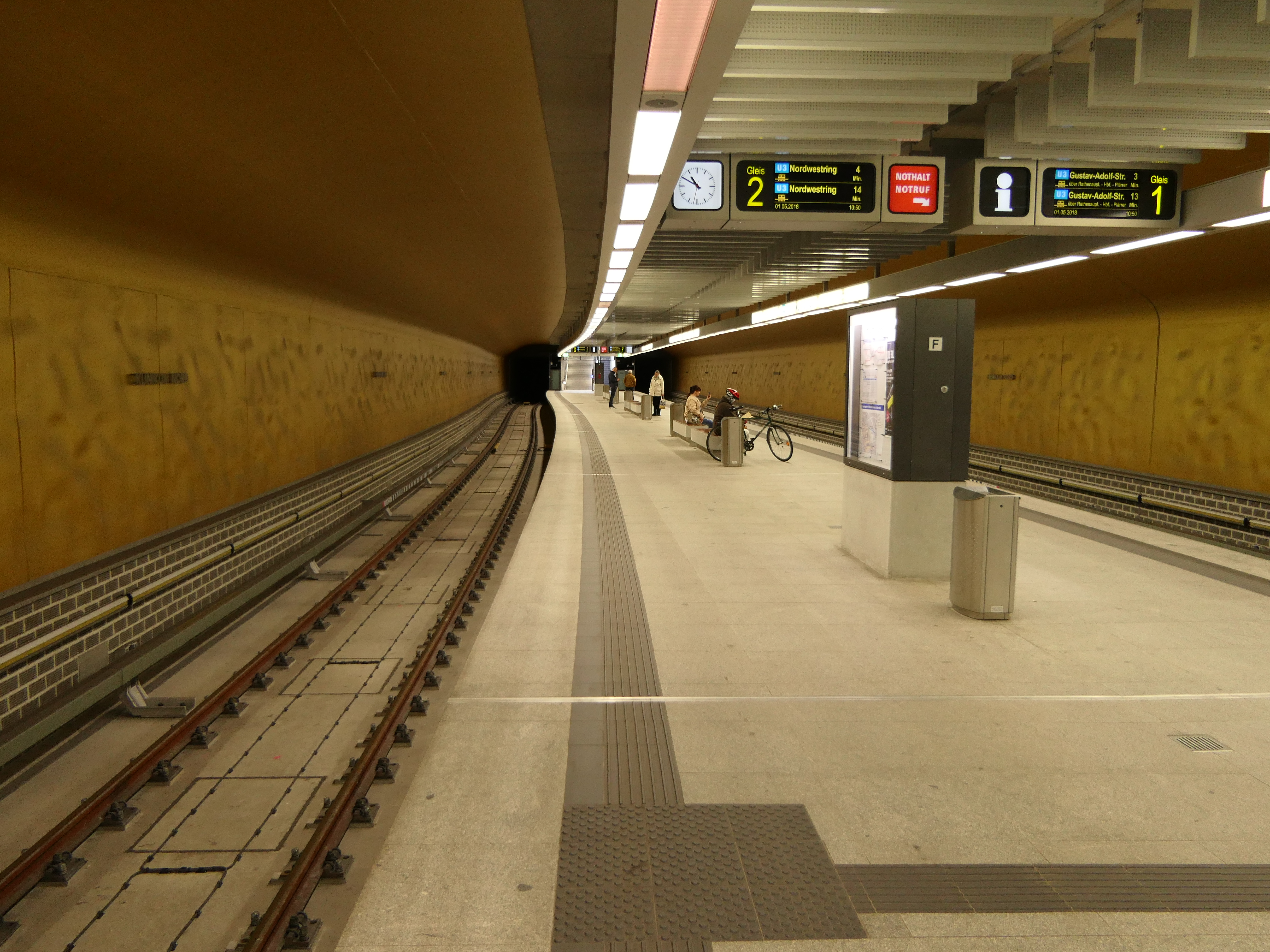
Bahnsteigebene (Gleis 2)
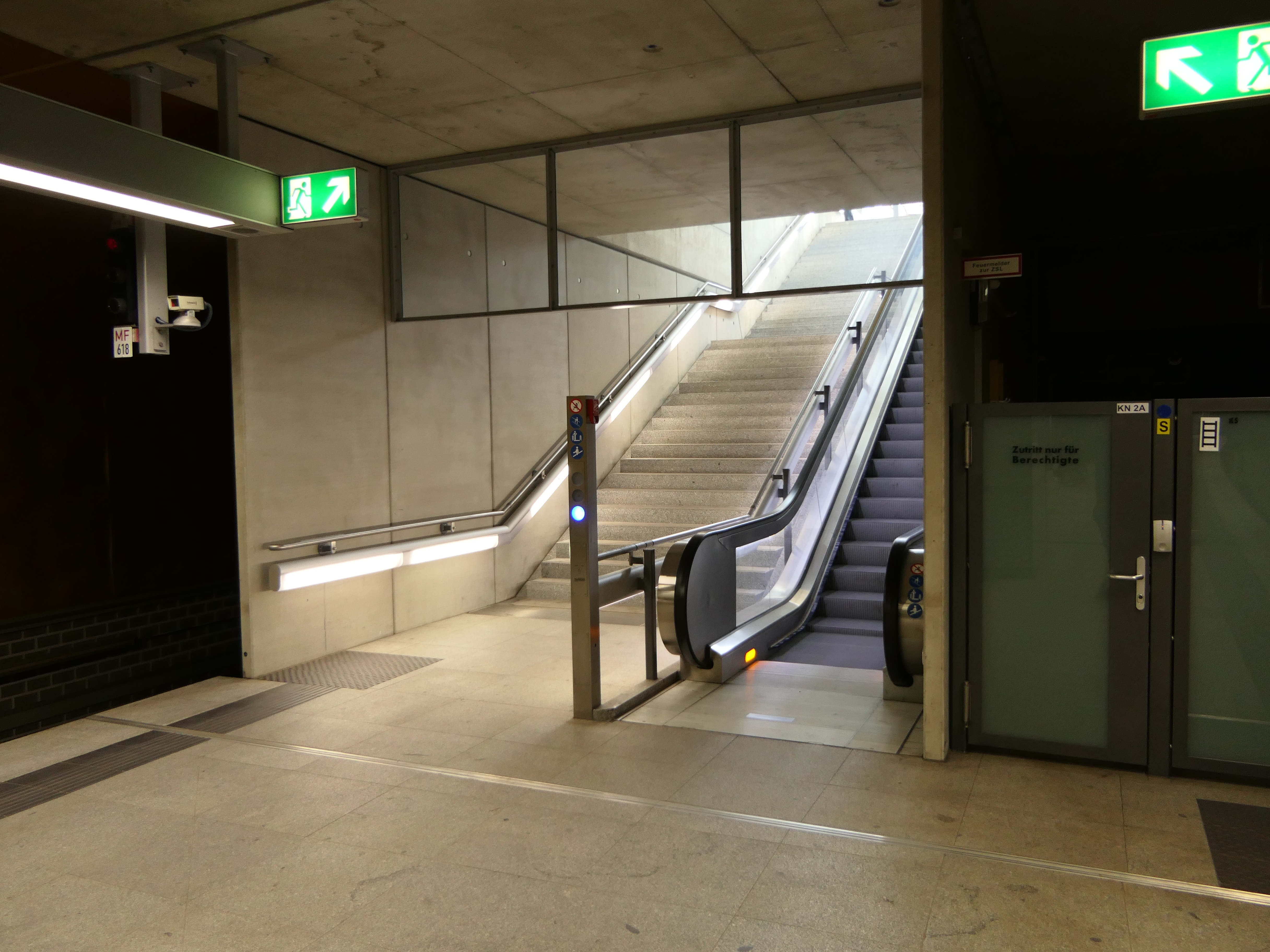
Aufgang von der Bahnsteigebene an die Oberfläche
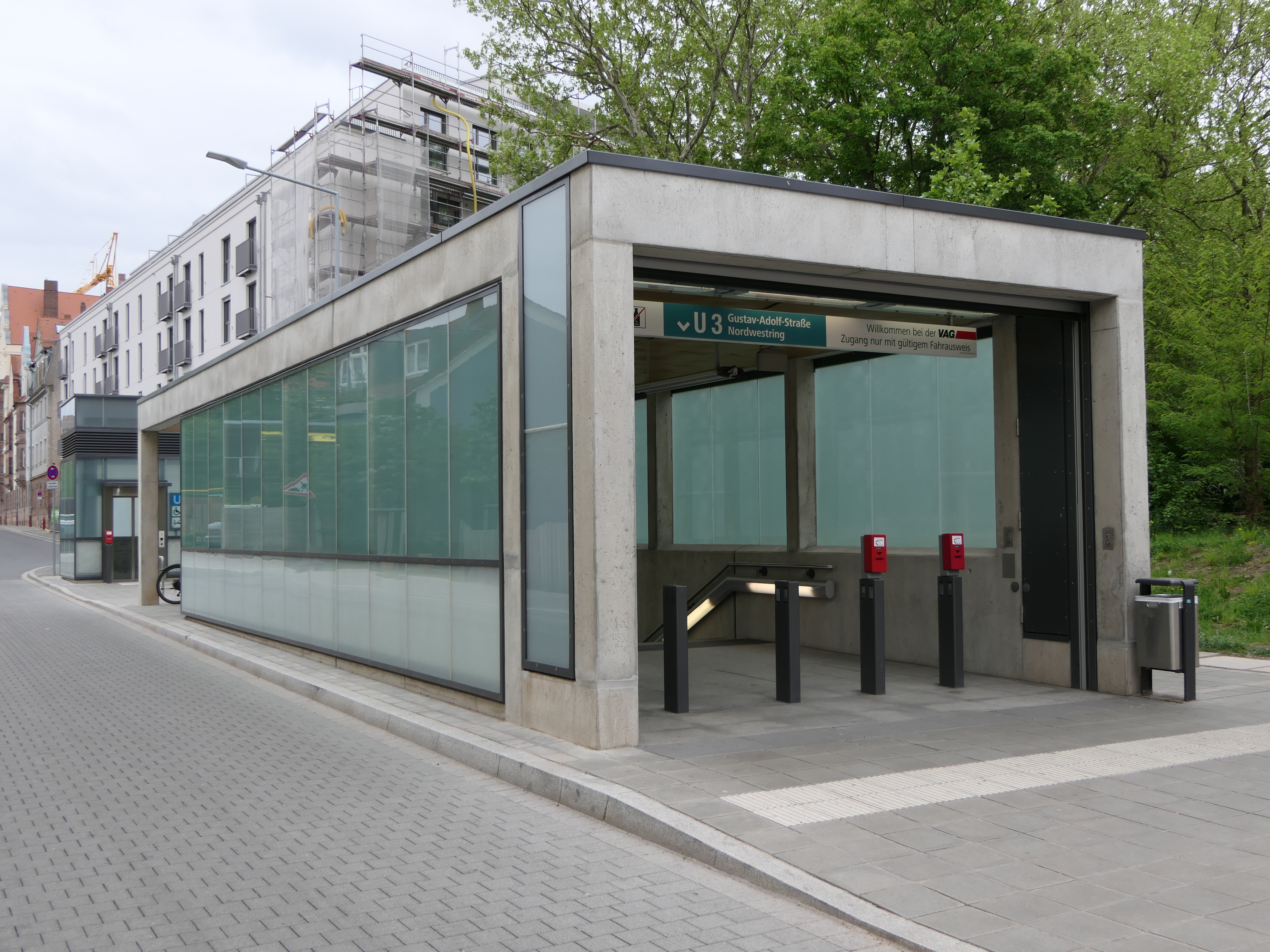
Zugang an der Oberfläche

## Linien
Der Bahnhof wird von der Linie U3 bedient.
| Linie | Verlauf | Takt                                             |
| ----- | --- | ------------------------------------------------ |
| U3    | Großreuth bei Schweinau – Gustav-Adolf-Straße – Sündersbühl – Rothenburger Straße – Plärrer – Opernhaus – Hauptbahnhof – Wöhrder Wiese – Rathenauplatz – Maxfeld – Kaulbachplatz – Friedrich-Ebert-Platz – Klinikum Nord – Nordwestring Stand: Fahrplanwechsel Dezember 2023 | 5 min 3–4 min (zur HVZ) 10 min (sonn-/feiertags) |